# Młynek (rejon prużański)
Młynek (biał. Млынок; ros. Млынок) – wieś na Białorusi, w obwodzie brzeskim, w rejonie prużańskim, w sielsowiecie Linowo.
W dwudziestoleciu międzywojennym leżał w Polsce, w województwie poleskim, w powiecie kobryńskim.